# Язьва
Я́зьва (комі Ёдз, Ёдж) — річка в Пермському краї Росії, ліва притока Вишери.
Довжина річки — 163 км, басейн — 5 900 км².
Пересічний ухил річки становить 1,7 м/км.
Язьва протікає південною частиною Красновішерського району. Впадає у Вішеру нижче від міста Красновішерська.
Головні притоки Язьви:
- ліві: Молмис, Мель, Глуха Вільва, Колинва;
- правий: Колчім.

Басейн Язьви — етнічна територія комі-перм'ян, зокрема комі-язьвинців.

## Виноски
1. 1 2  Язьва // електронна Енциклопедія Пермської області. Архів оригіналу за 30 вересня 2007. Процитовано 6 квітня 2009.